# Муданьцзян
Муданьцзян (кит. спр. 牡丹江市, піньїнь: Mǔdānjiāng Shì) — місто-округ в східнокитайській провінції Хейлунцзян.

## Географія
Муданьцзян розташовується на південному сході провінції на кордоні з РФ.

### Клімат
Місто знаходиться у зоні, котра характеризується вологим континентальним кліматом з теплим літом. Найтепліший місяць — липень із середньою температурою 22.2 °C (72 °F). Найхолодніший місяць — січень, із середньою температурою -18.3 °С (-1 °F).
| Клімат Муданьцзяна      | Клімат Муданьцзяна | Клімат Муданьцзяна | Клімат Муданьцзяна | Клімат Муданьцзяна | Клімат Муданьцзяна | Клімат Муданьцзяна | Клімат Муданьцзяна | Клімат Муданьцзяна | Клімат Муданьцзяна | Клімат Муданьцзяна | Клімат Муданьцзяна | Клімат Муданьцзяна | Клімат Муданьцзяна |
| Показник                | Січ.               | Лют.               | Бер.               | Квіт.              | Трав.              | Черв.              | Лип.               | Серп.              | Вер.               | Жовт.              | Лист.              | Груд.              | Рік                |
| Абсолютний максимум, °C | 1                  | 12                 | 16                 | 28                 | 33                 | 33                 | 36                 | 33                 | 28                 | 26                 | 16                 | 8                  | 36                 |
| Середній максимум, °C   | −11                | −5                 | 2                  | 13                 | 21                 | 25                 | 27                 | 26                 | 21                 | 13                 | 1                  | −7                 | 10                 |
| Середня температура, °C | −18                | −12                | −4                 | 6                  | 14                 | 18                 | 22                 | 21                 | 14                 | 6                  | −4                 | −13                | 5                  |
| Середній мінімум, °C    | −25                | −20                | −11                | 0                  | 7                  | 12                 | 17                 | 16                 | 8                  | 0                  | −10                | −20                | −2                 |
| Абсолютний мінімум, °C  | −37                | −32                | −27                | −16                | −6                 | 5                  | 11                 | 8                  | −1                 | −11                | −21                | −36                | −37                |
| Норма опадів, мм        | 0                  | 0                  | 0                  | 20                 | 50                 | 90                 | 100                | 100                | 60                 | 30                 | 10                 | 0                  | 520                |
| Днів з дощем            | 2                  | 2                  | 1                  | 4                  | 7                  | 8                  | 9                  | 9                  | 9                  | 4                  | 2                  | 2                  | 62                 |
| Вологість повітря, %    | 72                 | 67                 | 58                 | 54                 | 56                 | 69                 | 77                 | 80                 | 76                 | 67                 | 67                 | 73                 | 68                 |
| ----------------------- | ------------------ | ------------------ | ------------------ | ------------------ | ------------------ | ------------------ | ------------------ | ------------------ | ------------------ | ------------------ | ------------------ | ------------------ | ------------------ |
| Джерело: Weatherbase    |                    |                    |                    |                    |                    |                    |                    |                    |                    |                    |                    |                    |                    |

## Адміністративний поділ
Міський округ поділяється на 4 міські райони, 5 міст та 1 повіт:
| Карта                                                                                     | Карта     | Карта    | Карта            |
| ----------------------------------------------------------------------------------------- | --------- | -------- | ---------------- |
| Хайлінь Лінькоу Нін'ань ① ② ③ Янмін Мулін Дуннін ④ ① Аймінь ② Сіань ③ Дун'ань ④ Суйфеньхе |           |          |                  |
| Статус                                                                                    | Назва     | Оригінал | Населення (2020) |
| Район                                                                                     | Аймінь    | 爱民区   | 275 436          |
| Район                                                                                     | Дун'ань   | 东安区   | 221 194          |
| Район                                                                                     | Сіань     | 西安区   | 242 412          |
| Район                                                                                     | Янмін     | 阳明区   | 190 973          |
| Місто                                                                                     | Дуннін    | 东宁市   | 195 489          |
| Місто                                                                                     | Мулін     | 穆棱市   | 197 065          |
| Місто                                                                                     | Нін'ань   | 宁安市   | 322 127          |
| Місто                                                                                     | Суйфеньхе | 绥芬河市 | 114 564          |
| Місто                                                                                     | Хайлінь   | 海林市   | 292 755          |
| Повіт                                                                                     | Лінькоу   | 林口县   | 238 193          |